# ビデオ (GNOME)
ビデオ（旧名はTotem）は、Linux、Solaris、BSD、UNIX及びUNIX互換の環境で動作する自由ソフトウェアのメディアプレーヤー。GNOMEデスクトップ環境標準のメディアプレーヤーでもある。

## 概要
GStreamerのメディア再生バックエンドとXineのライブラリを使用することにより、GNOMEとの強い連携と多くのフォーマットへの対応を実現している。Mandriva Linuxでデフォルトのメディアプレーヤーとなってから普及し、GNOME 2.10（2005年3月リリース）からは、公式にGNOMEの一部となった。多くのディストリビューションで、デフォルトのメディアプレーヤーとしてインストールされている。DVD、VCD、CDの再生や、視覚エフェクト、CDDBによる曲名検索のサポート、解像度変更可能なTV出力、LIRC (Linux Infrared Remote Control) のサポート、Xineramaによるフルスクリーンモード/デュアルヘッド/ビューポートのサポート、4.0/4.1/5.0/5.1チャンネルサラウンドおよびAC3パススルー出力など、多くの機能を備えている。また、シーキングや音量の操作、ドラッグアンドドロップによる曲順並べ替えといった優れたインターフェースを持っており、繰り返し/シャッフル再生、プレイリストの保存といった、特に音楽プレーヤーとしての機能に長けている。
Mozilla用プラグインもビデオの特徴の一つで、ビデオを標準のメディアプレーヤーとしているディストリビューションは、大体このMozillaプラグインもインストールされている。そのため、これらのディストリビューションでは、ソフトウェアを特に追加しなくてもブラウザ上でのストリーミングが可能である。